# Intense pulsed light
Intense pulsed light (intensivt pulserande ljus), förkortat '''IPL''', är en teknik som skapar  högintensivt ljus med en våglängd på cirka 550 nm - 1200 nm under en mycket kort tid.  IPL kan användas både av medicinska och kosmetiska skäl, vid behandlingar av bland annat hudproblem och hudsjukdomar. Exempelvis kan denna metod användas vid borttagning av pigmentfläckar, minska ytliga blodkärl och akne. IPL kan även användas vid permanent hårborttagning. 

## Biverkningar
Det finns dock säkerhetsrisker förknippade med sådan behandling, som brännskador på huden och ögonskador.

### Pigmentrubbning
Den vanligaste biverkningen vid IPL-behandling är pigmentrubbning. Då hudens pigment tar upp ljuset omvandlas det till värme kan man få brännskador på huden. Dessa brännskador kan göra att hudens pigmentering både ökar och minskar och ge ärr. En person med mörkare hudton har större risk för att få brännskador på huden då mer ljus absorberas av huden. Hur länge dessa brännskador finns kvar varierar allt från några månader till flera år.

### Ögonskador
Den starka strålningen från IPL kan även skada näthinnan. Detta kan leda till synnedsättningar och i värsta fall blindhet. Skadorna kan vara både övergående och bestående skador. Strålningen kan även skada linsen och iris samt ge upphov till inflammationer i ögat. För att undvika detta är det nödvändigt att skyddsglasögon används vid IPL-behandlingar. 